# Koszary 4 Pułku Lotniczego w Toruniu
Koszary 4 Pułku Lotniczego w Toruniu – kompleks wojskowy wybudowany w okresie międzywojennym, który znajdował się przy ulicy Szosa Bydgoska 60a. W skład koszar wchodziły cztery pawilony główne, w mniejszych pawilonach ulokowano m.in. mieszkania dla oficerów i podoficerów, warsztaty, kuchnię. W styczniu 1945 roku koszary zostały wysadzone przez Niemców. Po 1945 roku na terenie koszar wybudowano Toruńską Przędzalnie Czesankową Merinotex.